# Ameixoeira
Ameixoeira – stacja metra w Lizbonie, na linii Amarela. Oddana została do użytku w dniu 27 marca 2004 wraz ze stacjami Odivelas, Senhor Roubado, Lumiar i Quinta das Conchas w ramach rozbudowy tej linii do Odivelas.
Stacja ta znajduje się na Azinhaga da Cidade, w pobliżu zbiegu z Rua Vitorino Nemésio, zapewniając dostęp do Forte da Ameixoeira. Projekt architektoniczny jest autorstwa Roberta Mac Fadden i rzeźbiarki Irene Buarque. Podobnie jak najnowsze stacje metra w Lizbonie, jest przystosowana do obsługi pasażerów niepełnosprawnych.